# Buis-sur-Damville
Buis-sur-Damville település Franciaországban, Eure megyében. Lakosainak száma 1003 fő (2018. január 1.). Buis-sur-Damville Chavigny-Bailleul, Corneuil, Droisy, Grandvilliers, Marcilly-la-Campagne, Moisville és Roman községekkel határos.

## Népesség
A település népességének változása:
| Lakosok száma | 988  | 992  | 1003 | 998  | 1003 |
|               | 2013 | 2015 | 2016 | 2017 | 2018 |